# Eberhard Taubert
Eberhard Taubert (11 de Maio de 1907, em Kassel – 2 de novembro de 1976, Colónia) foi um advogado e  propagandista antissemita nazista. Ele se juntou ao partido Nazista em 1931 e rapidamente tornou-se envolvido na propaganda anticomunista e antijudaica. A partir de 1933 a 1945, ele trabalhou como um oficial de alta patente na Propagandaministerium, sob o comando Joseph Goebbels.
Seu apelido nos círculos nazistsa era "Dr. Anti". Ele trabalhou em 1940 no script para o filme de propaganda antissemita Der Ewige Jude (em inglês: O Eterno Judeu) e foi responsável pela lei que obrigou os Judeus a usarem o emblema amarelo (Judenstern).
Após a guerra, ele trabalhou por $3.000 ao mês para o Partido Democrata Alemão Cristão, fornecendo material contra o marxismo. Depois de 1957, trabalhou na América do Sul, Irã, Líbano, Egito e África do Sul e como o conselheiro do ministro alemão Franz Josef Strauss. A partir de 1970, ele foi empregado pela indústria alemã.
Sua habilidade retórica fez dele talentoso e um propagandista desejado, não só durante o Regime Nazista. Seu estilo provocativo utilizado na propaganda Nazista, foi reutilizada após a guerra para impulsionar o medo do comunismo no ocidente. Para esta missão, ele trabalhou em serviços secretos (por exemplo CIC), políticos de direita e revistas.